# Memoriál Josefa Odložila

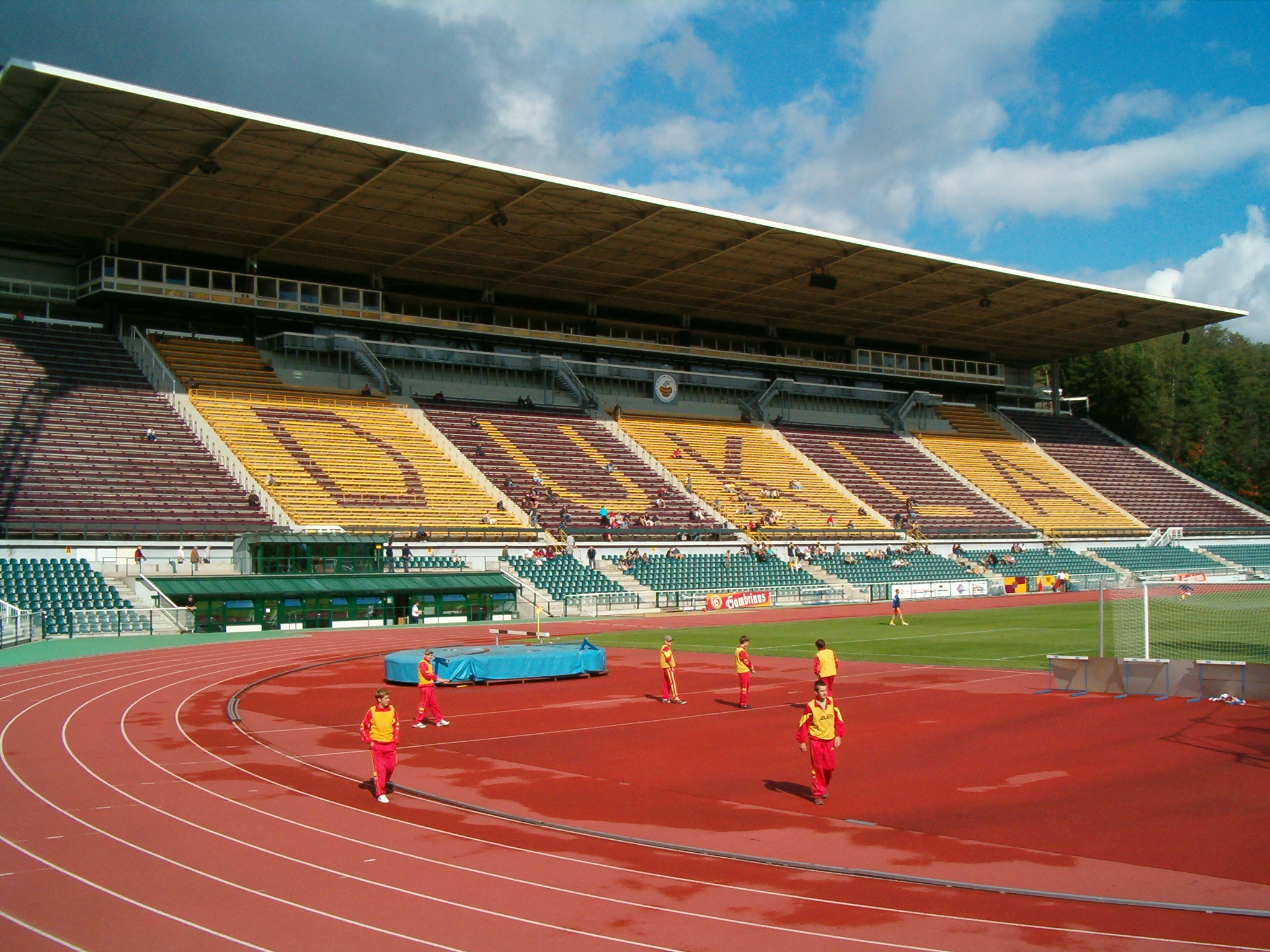
Stadion Na Julisce

Memoriál Josefa Odložila je mezinárodní atletický mítink, který se koná každoročně od roku 1994 v Praze na počest tragicky zesnulého běžce Josefa Odložila († 1993), který vybojoval na Letních olympijských hrách v Tokiu 1964 stříbrnou medaili v běhu na 1500 metrů. Do roku 2001 byl pořádán na strahovském stadionu Evžena Rošického. Od roku 2002 je místem konání stadion Na Julisce v Dejvicích. V roce 2003 byl mítink zařazen do kategorie IAAF Grand Prix II , později do EAA Premium Meeting. 19. ročník se uskutečnil 11. června 2012 kvůli opravám v areálu Juliska po delší době na Strahově.
Ředitelem mítinku a předsedou organizačního výboru je Miroslav Ševčík.

## Rekordy mítinku
Jeden z nejlepších výkonů zde předvedl v roce 2003 japonský kladivář Kódži Murofuši, který si zde vylepšil osobní rekord na 84,86 m a zároveň vytvořil nový rekord memoriálu. Tímto hodem se zařadil na páté místo v historických tabulkách. Dál v celé historii poslali kladivo jen Vadim Devjatovskij, Sergej Litvinov, Ivan Tichon a držitel světového rekordu Jurij Sedych.
V roce 2004 se stala vítězkou skoku do výšky v novém rekordu mítinku 201 cm Ruska Jelena Slesarenková. Na druhém místě skončila Ukrajinka Viktorija Sťopinová (197 cm). Obě později uspěly na letních olympijských hrách v Athénách, kde Slesarenková získala zlato a Sťopinová vybojovala bronz.

### Muži
| Disciplína    | Výkon    | Jméno atleta             | Datum           |
| ------------- | -------- | ------------------------ | --------------- |
| 100 m         | 9,92 s   | Michael Rodgers          | 4. červen 2018  |
| 200 m         | 20,36 s  | Danny Talbotll           | 9. červen 2014  |
| 400 m         | 45,09 s  | Baboloki Thebe           | 3. červen 2019  |
| 800 m         | 1:44,46  | Robert Chirchir          | 12. červen 1996 |
| 1500 m        | 3:32,32  | Sadik Mikhou             | 5. červen 2017  |
| 2000 m        | 4:57,72  | Daniel Kipngetič Komen   | 14. červen 1999 |
| 5000 m        | 13:33,67 | Daniel Kipchirchir Komen | 27. červen 2005 |
| 10 000 m      | 26:57,27 | Sileši Sihine            | 27. červen 2005 |
| 110 m př.     | 13,11 s  | Antonio Alkana           | 5. červen 2017  |
| 400 m př.     | 48,62 s  | David Greene             | 8. červen 2009  |
| 3000 m př.    | 8:14,32  | Collins Kosgei           | 13. červen 2007 |
| 4 × 100 m     | 38,94 s  | Česko                    | 3. červen 2019  |
| Skok do výšky | 231 cm   | Jaroslav Bába            | 13. červen 2011 |
| Skok o tyči   | 582 cm   | Raphael Holzdeppe        | 10. červen 2013 |
| Skok daleký   | 860 cm   | Iván Pedroso             | 10. červen 1997 |
| Trojskok      | 17,21 m  | Yoandri Betanzos         | 17. červen 2002 |
| Vrh koulí     | 22,31 m  | Ryan Crouser             | 4. červen 2018  |
| Hod diskem    | 63,38 m  | Vaclovas Kidikas         | 12. červen 1996 |
| Hod kladivem  | 84,86 m  | Kódži Murofuši           | 29. červen 2003 |
| Hod oštěpem   | 90,56 m  | Jan Železný              | 5. červen 2000  |

### Ženy
| Disciplína    | Výkon    | Jméno atletky             | Datum           |
| ------------- | -------- | ------------------------- | --------------- |
| 100 m         | 11,34 s  | Vida Animová              | 28. červen 2004 |
| 200 m         | 22,74 s  | Stephanie Durstová        | 13. červen 2007 |
| 400 m         | 50,87 s  | Helena Fuchsová           | 5. červen 2000  |
| 800 m         | 1:58,83  | Irina Misťjukevičová      | 14. červen 1999 |
| 1500 m        | 4:05,66  | Irina Birjukovová         | 10. červen 1997 |
| 3000 m        | 8:47,42  | Berhane Adereová          | 5. červen 2000  |
| 5000 m        | 15:21,32 | Bouchra Chaabiová         | 28. červen 2004 |
| 100 m př.     | 12,69 s  | Elvira Hermanová          | 4. červen 2018  |
| 400 m př.     | 54,04 s  | Georganne Molineová       | 4. červen 2018  |
| 3000 m př.    | 9:20,33  | Dorcus Inzikuruová        | 27. červen 2005 |
| 4 × 100 m     | 43,83 s  | Polsko                    | 10. červen 2013 |
| 5 km chůze    | 29:18,1  | Pavla Choděrová           | 2. srpen 1994   |
| Skok do výšky | 201 cm   | Jelena Slesarenková       | 28. červen 2004 |
| Skok o tyči   | 476 cm   | Silke Spiegelburgová      | 11. červen 2012 |
| Skok daleký   | 675 cm   | Tünde Vaszi               | 10. červen 1997 |
| Trojskok      | 14,83 m  | Jelena Olejnikovová       | 17. červen 2002 |
| Vrh koulí     | 19,94 m  | Christina Schwanitzová    | 10. červen 2013 |
| Hod diskem    | 66,81 m  | Věra Cechlová-Pospíšilová | 27. červen 2005 |
| Hod kladivem  | 73,98 m  | Malwina Kopronová         | 5. červen 2017  |
| Hod oštěpem   | 68,81 m  | Barbora Špotáková         | 16. červen 2008 |